# Lārī
Lārī (persiska: لاری, Serāhī, Seh Rāhī, Lāhrūd, لاهرود, سِراهی, سِه راهی) är en ort i Iran.   Den ligger i provinsen Ardabil, i den nordvästra delen av landet, 400 km nordväst om huvudstaden Teheran. Lārī ligger 1 278 meter över havet och antalet invånare är 2 961.
Terrängen runt Lārī är kuperad åt sydväst, men åt nordost är den platt. Terrängen runt Lārī sluttar norrut.Runt Lārī är det ganska tätbefolkat, med 65 invånare per kvadratkilometer. Närmaste större samhälle är Meshgīn Shahr, 17,9 km sydväst om Lārī. Trakten runt Lārī består i huvudsak av gräsmarker.